# 1419 Danzig
1419 Danzig è un asteroide della fascia principale. Scoperto nel 1929, presenta un'orbita caratterizzata da un semiasse maggiore pari a 2,2925177 UA e da un'eccentricità di 0,1472012, inclinata di 5,72780° rispetto all'eclittica.
L'asteroide porta il nome tedesco di Danzica, città della Polonia, similmente all'asteroide 764 Gedania.